# ダーウィン (探査機)
ダーウィン (英語: Darwin) は、欧州宇宙機関 (ESA) が提案していた、4機あるいは5機、または8機の宇宙機を1つの観測機として太陽系外地球型惑星の直接検出、および地球外生命の調査を目的とした基礎計画である。2015年以降の打ち上げを予定していた。2007年に費用が高すぎるとしてミッションは打ち切られた。

## コンセプト
最新の設計では編成飛行する口径3-4メートルの宇宙望遠鏡(または集光器)を搭載した子機となる3機の宇宙機、及び親機となる1機の宇宙機を1つの巨大な干渉計とすることが考案されていた。遠くの惑星および星からの光を受けた子機は、ビームコンバイナ、分光器、アレイ干渉計、および通信ハブ機能を備えた親機にリダイレクトする機能を有していた。「ロビン・ローレンス設定」と呼ばれる初期設計においては、口径1.5メートルの宇宙望遠鏡6機、ビームコンバイナ宇宙機と電源を別とする通信用宇宙機の8機構成となっていた。しかし計画の検討は2007年に「検討終了」(Study ended) とされ、以降の活動は計画されていない。仮に計画が続行していたとしても、画像イメージの生成に各宇宙望遠鏡が数マイクロメートル内の距離を保った上でおよそ1ナノメートル以内で受信制御を行う必要があり、この様な精度が技術的に実現可能かどうかについてはさらなる検討が必要になっていたと思われる。
宇宙望遠鏡による観測は電磁スペクトルの赤外線領域を利用して行う。太陽系外惑星の研究において超高分解能、いわゆるミリ秒オーダーの赤外線画像を生成することで、天体物理学の様々な詳細研究が可能であったと考えられている。
赤外線領域が選ばれた理由として、地球型惑星は可視スペクトル領域において他の10億の星よりも輝いていることによるが、赤外線においてその差は桁違いに小さいものとなる。2000年、ESAによれば赤外線による観測を行うためには（宇宙空間の大気環境により）宇宙機に搭載された光学機器は40ケルビン(約-233度)まで受動的に冷却されると報道された。
惑星の調査にはヌル干渉計の使用が想定されていたと考えられる。これは3ビームの位相変化を利用することで大きな干渉を受けた中心の星からの光は打ち消されるが、周回している惑星はわずかにずれが生じるため打ち消されることはない。この現象によって星からはるかに明るい光があっても惑星の検出が可能となる。
惑星の探知を行うために、宇宙望遠鏡はイメージングモードで運用を行う。地球型惑星の検出には数カ月でおよそ10時間分の観測が必要となると考えられている。2002年に設計された口径1.5メートルの宇宙望遠鏡の場合、地球型惑星のスペクトルを得るためにおよそ100時間の観測時間が必要になると考えられていた。
ダーウィン探査機が生命活動に適した惑星を発見できていれば赤外線スペクトルを分析することで大気の詳細について研究されていたと考えられる。スペクトルを分析することで大気組成を決定することが出来た場合、それは地球外生命の存在する証拠となる可能性がある。これは酸素は反応性が非常に高いため、仮に大気中に高濃度の酸素が存在した場合、光合成の様な常に酸素を生成するプロセスが必要になるからであり、大気中の大素と水蒸気の存在は地球外生命の証拠となり得るからである。
酸素のみの存在は生命の証拠にはなり得ない。木星の月の1つである衛星エウロパの場合、水分子の放射線分解によって生成される大気中の酸素濃度は希薄である。数値シミュレーション上では適切な条件下において二酸化炭素の光分解から酸素を生成することは可能と示されている。水蒸気と二酸化炭素の光分解は水酸化物イオンと原子状の酸素をそれぞれ生成した後、宇宙空間に水素が放出されることで低濃度の酸素を生成する。
水(H2O)の光分解が高高度で行われて酸素(O2)が生成され、効率的にオゾン(O3)に衝突すると、オゾンが蓄積される代わりに水素イオン(H+)、水酸化物イオン(OH-)、水(H2O)の様な水素化合物が生成される。大気中のオゾン(O3)が高濃度である場合に酸素が生成されるためには、生物学的な光合成のような反応が低高度で行われることが唯一の方法であり、それはまた少量の水(水蒸気)が紫外線のある高高度に到達することを意味する。
大気中にオゾン、水、そして二酸化炭素が同時に存在することが、地球型惑星での生命の痕跡を示すものとして信頼性が高いものであり、ダーウィン探査機はこれらの大気成分を検出出来ただろうと考えられている。

## 探査候補となっていた惑星
2007年に発見された惑星グリーゼ581dはダーウィン計画の候補と考えられていた。ハビタブルゾーン内を周回するこの惑星は地球外生命の存在を推測していた。（2014年の研究により惑星の存在が疑問視されたが、2015年に再び存在の可能性が指摘されている）

## 同様の取り組み
NASAの地球型惑星探査計画であるTerrestrial Planet Finder(TPF)は干渉計を使用するものでダーウィン計画とコンセプト上でも科学目的においても類似していたが、2006年2月6日に行われた2007年の予算報告において無期限に延期となり、2011年6月に計画の中止が報告された。
en:Antoine Labeyrieは、個々の宇宙望遠鏡を球面配置し干渉イメージングに重点を置いた、より大型の天文干渉計を利用するハイパーテレスコープというダーウィン計画に類似した計画を提案したが、ダーウィン計画やTPF計画より大きくまた多くの編成された宇宙機を用いるためより複雑となり、予算もはるかに高額な計画となっている。